# Persea pseudofasciculata
Persea pseudofasciculata är en lagerväxtart som beskrevs av Kopp. Persea pseudofasciculata ingår i släktet avokador, och familjen lagerväxter. Utöver nominatformen finns också underarten P. p. parviflora.